# Kyphosichthys
Kyphosichthys es un género extinto de peces actinopterigios prehistóricos. Fue descrito por Xu and Wu en 2012.
Vivió en China.

## Descripción
Posee una joroba fuertemente arqueada entre la cabeza y la aleta dorsal, de donde deriva su nombre (pez curvado). El holotipo mide 96 milímetros de longitud total (TL) y 76 mm de longitud estándar (SL). La mayor altura del cuerpo se presenta en el margen opercular posterior, donde supera el 70% de la longitud estándar. La aleta dorsal y la aleta anal están ubicadas muy atrás en el cuerpo. Las aletas pélvicas son mucho más pequeñas que las aletas pectorales. La aleta caudal bifurcada es hemi-heterocercal debido a un lóbulo grueso que se extiende hacia el lóbulo dorsal de la aleta, pero exteriormente es casi simétrica. El cuerpo está cubierto de escamas ganoides; las del flanco anterior poseen crestas y protuberancias ornamentadas.